# جيرالد دبليو. إبرامز
جيرالد دبليو. إبرامز (بالإنجليزية: Gerald W. Abrams)‏ هو منتج أفلام أمريكي، ولد في 26 سبتمبر 1939 في الولايات المتحدة.

## وصلات خارجية
- جيرالد دبليو. إبرامز على موقع IMDb (الإنجليزية)
- جيرالد دبليو. إبرامز على موقع تيرنر كلاسيك موفيز (الإنجليزية)
- جيرالد دبليو. إبرامز على موقع قاعدة بيانات الفيلم (الإنجليزية)